# The Times of India
The Times of India (TOI, nghĩa là "Thời báo Ấn Độ") là một nhật báo tiếng Anh tại Ấn Độ. Đây là báo lớn thứ ba tại Ấn Độ tính theo lượng phát hành và là báo tiếng Anh bán chạy nhất hàng ngày trên thế giới theo Cục Kiểm tra Phát hành Ấn Độ. Đây là báo tiếng Anh lâu năm nhất tại Ấn Độ vẫn còn được phát hành. Năm 1991, BBC xếp The Times of India vào hàng sáu tờ báo tốt nhất thế giới.
Công ty sở hữu và phát hành báo là Bennett, Coleman & Co. Ltd. thuộc gia tộc Sahu Jain. Trong Báo cáo Brand Trust 2012, The Times of India xếp thứ 88 trong số thương hiệu tin cậy nhất của Ấn Độ, và xếp thứ 174 trong báo cáo năm 2014.

## Lịch sử

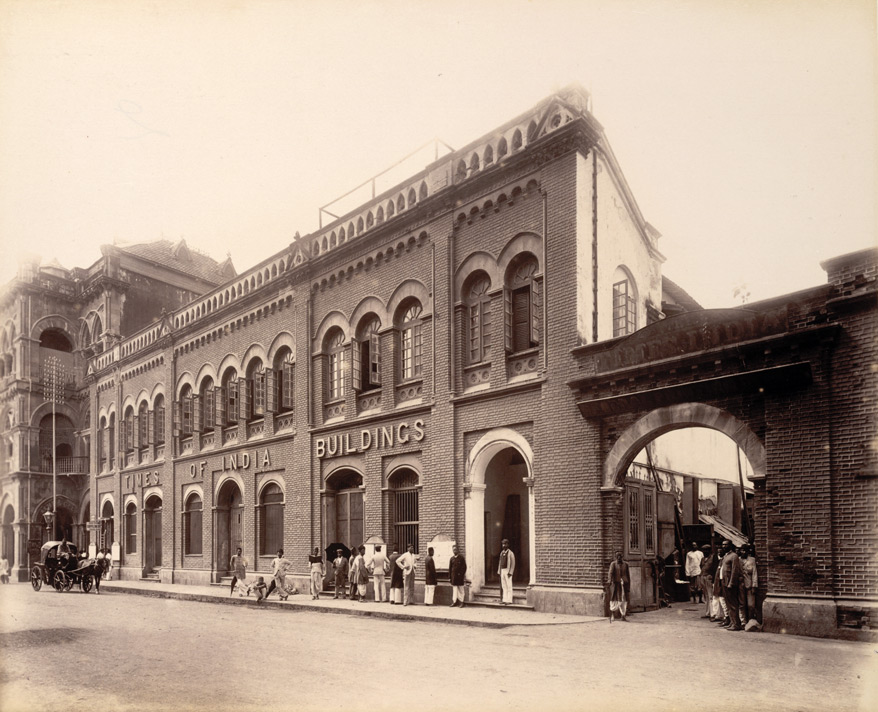
Tòa nhà Times of India, khoảng 1898

### Khởi đầu
The Times of India phát hành số báo đầu tiên vào ngày 3 tháng 11 năm 1838 với tên The Bombay Times and Journal of Commerce. Báo được phát hành vào các ngày Thứ 4 và Thứ 7 dưới quyền chỉ đạo của một nhân vật theo chủ nghĩa cải lương người Maharashtra là Raobahadur Narayan Dinanath Velkar, gồm có các tin tức từ Anh Quốc cùng thế giới, cũng như Tiểu lục địa Ấn Độ. J.E. Brennan là chủ biên đầu tiên. Năm 1850, báo bắt đầu phát hành các số báo hàng ngày.
Năm 1860, chủ biên Robert Knight (1825–1892) mua cổ phần của đồng sở hữu Ấn Độ, hợp nhất với địch thủ Bombay Standard, và khởi đầu thông tấn xã đầu tiên của Ấn Độ. Nó đánh điện Times đi các báo trên toàn quốc và trở thành đại lý Ấn Độ cho dịch vụ tin tức Reuters. Năm 1861, ông đổi tên báo từ Bombay Times and Standard sang The Times of India. Knight đấu tranh cho tự do báo chí trước hạn chế hoặc đe dọa, thường xuyên chống lại các nỗ lực từ chính phủ, giới doanh nghiệp và phát ngôn viên văn hóa, khiến tờ báo nổi bật ở tầm quốc gia. Trong thế kỷ 19, công ty báo sử dụng trên 800 lao động và phát hành một lượng đáng kể tại Ấn Độ và châu Âu.

### Bennett & Coleman sở hữu
Sau đó, quyền sở hữu The Times of India thay đổi nhiều lần cho đến năm 1892, khi Thomas Bennett và Frank Morris Coleman có được báo thông qua công ty mới của họ mang tên Bennett, Coleman & Co. Ltd, song Coleman sau đó thiệt mạng vào năm 1915 khi SS Persia bị chìm.

### Dalmiya sở hữu
Năm 1946, Bennett Coleman & Co. Ltd được bán cho trùm tư bản đường Ramkrishna Dalmia thuộc gia tộc Dalmiya trứ danh bấy giờ với giá 20 triệu rupee, khi India đang trong quá trình độc lập và các nhà sở hữu người Anh rời đi. Năm 1955, Ủy ban Điều tra Vivian Bose kết luận rằng Ramkrishna Dalmia vào năm 1947 đã sắp đặt vụ thâu tóm Bennett, Coleman bằng cách chuyển tiền từ một ngân hàng và một công ty bảo hiểm mà ông làm chủ tịch. Một tòa án sau đó phát quyết Ramkrishna Dalmia bị phạt hai năm tù trong trại Tihar do bị kết tội tham ô và lừa đảo.
Tuy nhiên, hầu hết thời gian chấp hành án, ông tìm cách để được ở trong bệnh viện. Đến khi ông được phóng thích, con rể ông là Sahu Shanti Prasad Jain, là người mà ông giao phó quản lý Bennett, Coleman & Co. Ltd. cự tuyệt các nỗ lực của ông nhằm lấy lại quyền điều hành công ty.

### Gia tộc Jain (Shanti Prasad Jain)
Đầu thập niên 1960, Shanti Prasad Jain bị tống giam vì tội bán giấy in báo tại chợ đen. Và dựa trên báo cáo trước đó của Ủy ban Vivian Bose về các hành vi phạm pháp của tập đoàn Dalmia - Jain, bao gồm các buộc tội cụ thể chống lại Shanti Prasad Jain, Chính phủ Ấn Độ đệ đơn nhằm hạn chế và loại bỏ quyền quản lý của Bennett, Coleman and Company. Dựa vào biện hộ, Thẩm phán lệnh cho Chính phủ nắm quyền kiểm soát báo bắt nguồn từ việc thay thế một nửa ban giám đốc và bổ nhiệm một thẩm phán tòa án cấp cao Bombay làm chủ tịch.

### Chính phủ quản lý
Sau khi báo cáo Ủy ban Vivian Bose chỉ ra các sai phạm nghiêm trọng của tập đoàn Dalmia–Jain, vào ngày 28 tháng 8 năm 1969 Tòa án Cấp cao Bombay dưới quyền Thẩm phán J.L. Nain ban lệnh tạm thời giải thể ban giám đốc Bennett Coleman và thành lập một ban điều hành mới dưới quyền chính phủ. Tòa án phán quyết rằng "Trong hoàn cảnh này, điều tốt nhất ban hành các lệnh như vậy dựa trên giả định rằng các cáo buộc của nguyên đơn rằng sự vụ của công ty được quản lý theo một cách thức gây tổn hại đến lợi ích công cộng và lợi ích của công ty là chính xác". Sau lệnh này, Shanti Prasad Jain ngừng vai trò giám đốc và công ty được điều hành với một ban giám đốc mới, do Chính phủ Ấn Độ bổ nhiệm, ngoại lệ là một người viết tốc ký của gia tộc Jain. Tòa án bổ nhiệm D K Kuntelàm chủ tịch của ban điều hành. Dù là một chiến sĩ tự do và một người chính trực, song Kunte trước đó không có kinh nghiệm kinh doanh và cũng là một thành viên đối lập trong Lok Sabha.

### Gia tộc Jain trở lại
Năm 1976, trong thời kỳ Khủng hoảng tại Ấn Độ, Chính phủ chuyển giao quyền sở hữu báo về cho Ashok Kumar Jain (con trai của Sahu Shanti Prasad Jain, cháu ngoại của Ramkrishna Dalmia và là cha của Samir Jain và Vineet Jain). Gia tộc Jain thường xuyên dính vào các âm mưu rửa tiền khác nhau và Ashok Kumar Jain đào thoát khỏi Ấn Độ khi Cục Chấp hành theo đuổi mạnh mẽ vụ kiện của ông vào năm 1998 vì cáo buộc vi phạm khi chuyển giao phi pháp kinh phí (khoảng 1,25 triệu USD) sang một tài khoản hải ngoại tại Thụy Sĩ.

### Trong Tình trạng Khẩn cấp
Ngày 26 tháng 6 năm 1975, sau khi Ấn Độ tuyên bố tình trạng khẩn cấp, phiên bán Bombay của The Times of India đăng một mục từ trên cột cáo phó đọc là "Dân chủ, người chồng yêu quý của Sự thật, cha của Tự do, anh của Tin tưởng, Hy vọng và Công lý đã tắt thở vào ngày 25 tháng 6". Động thái này nhằm chỉ trích tình trạng khẩn cấp kéo dài trong 21 tháng của Thủ tướng Indira Gandhi, bị nhiều người nhìn nhận là thời kỳ chính phủ Ấn Độ chuyên chế hoàn toàn.

### The Timestrong thế kỷ 21
Cuối năm 2006, Times Group có được Vijayanand Printers Limited (VPL). VPL trước đó phát hành hai tờ báo tiếng Kannada là, Vijay Karnataka và Usha Kiran, và một nhật báo tiếng Anh là Vijay Times. Vijay Karnataka từ đó đứng đầu trong mảng báo tiếng Kannada.
Báo phát hành một phiên bản Chennai vào ngày 12 tháng 4 năm 2008. Phiên bản Kolhapur được phát hành vào năm 2013.
Giải thưởng TOIFA được trao lần đầu vào năm 2013 và lần thứ nhì vào năm 2016, "The Times of India Film Awards" hay "TOIFA" là giải thưởng dành cho các tác phẩm trong ngành công nghiệp điện ảnh, được quyết định dựa trên bỏ phiếu công chúng toàn cầu theo hạng mục đề cử.

## Phiên bản và phát hành

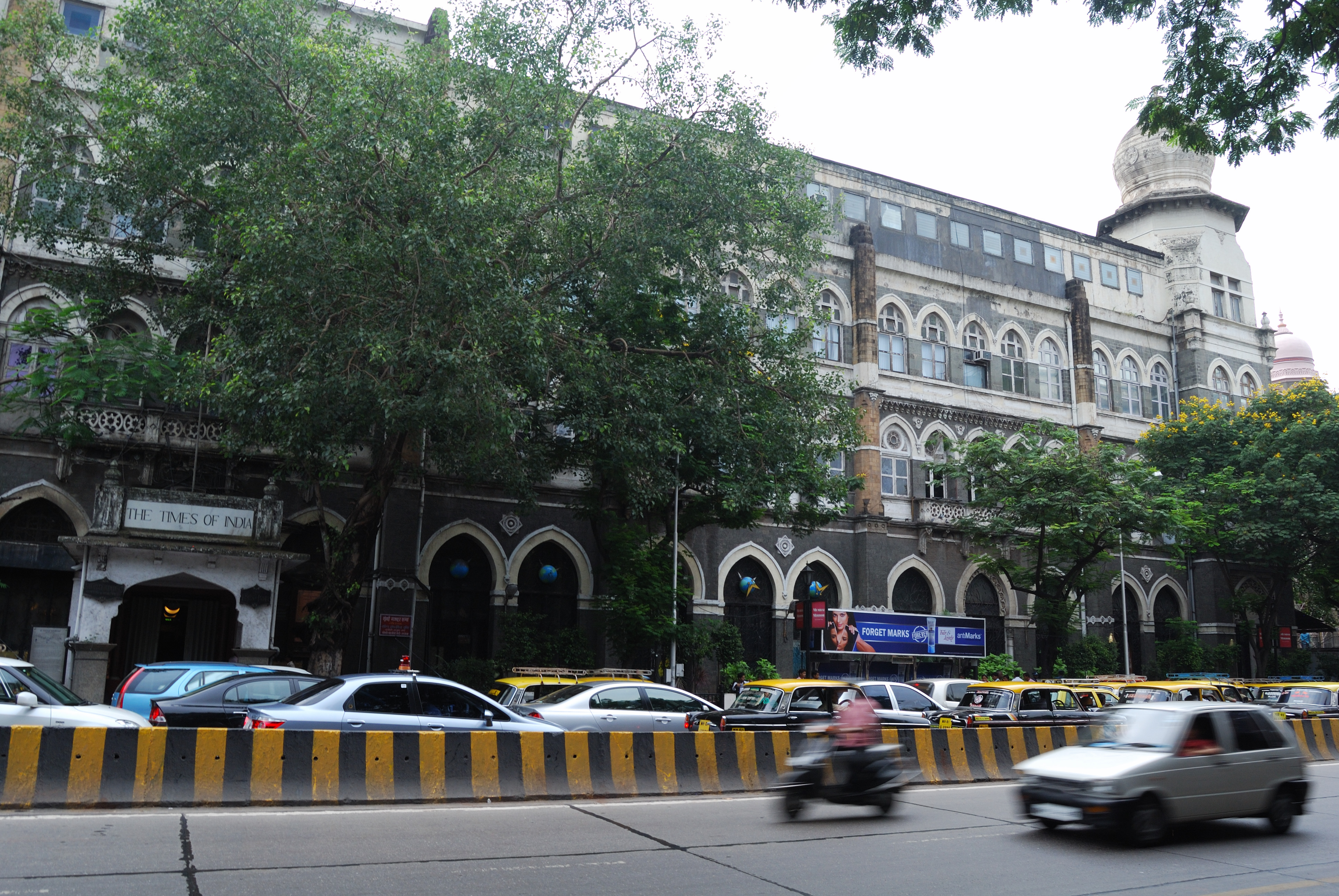
Văn phóng đầu tiên của TOI đối diện với ga Chhatrapati Shivaji tại Mumbai, là nơi nó được thành lập.

Times of India do tập đoàn truyền thông media group Bennett, Coleman & Co. Ltd. phát hành. Công ty này còn gọi là The Times Group và cũng phát hành Ahmedabad Mirror; Bangalore Mirror; Bangalore Times, Delhi Times; The Economic Times; Ei Samay, (một nhật báo tiếng Bengal); Maharashtra Times]', (một nhật báo tiếng Marath); Mumbai Mirror; Navbharat Times, (một nhật báo tiếng Hindi); và Pune Mirror.
The Times of India có thị trưởng tại các thành phố lớn như Mumbai, Ahmedabad, Aurangabad, Bangalore, Bhopal, Bhubaneswar, Calicut, Chandigarh, Chennai, Coimbatore, Delhi, Guwahati, Hubli, Hyderabad, Indore, Jaipur, Kochi, Kolhapur, Kolkata, Lucknow, Madurai, Mangalore, Mysore, Nagpur, Nashik, Panaji, Patna, Puducherry, Pune, Raipur, Ranchi, Surat, Trichy, Trivandrum, Varanasi, Vijayawada và Visakhapatnam.